# Jitka Čechová
Jitka Čechová (* 25. května 1971 Mělník) je česká klavíristka, členka Smetanova tria.
Po absolutoriu hry na klavír na pražské konzervatoři u Jana Novotného studovala dále na pražské AMU u profesora Petera Toperczera. Dále absolvovala postgraduální studium u Eugena Indjice v Paříži a Vitali Berzona ve Freiburgu. Účastnila se i mistrovských kurzů R. Kehrera ve Výmaru, Eugena Indjice a L. Bermana v Piešťanech.
Patří mezi nejvýraznější české mladé klavíristy současnosti, mimo jiné je také známa jakožto propagátorka a samozřejmě i vynikající interpretka klavírního díla Bedřicha Smetany, jehož kompletní klavírní dílo nahrála pro vydavatelství Supraphon.

## Účast na soutěžích
Jitka Čechová je laureátkou řady mezinárodních klavírních soutěží:
- Virtuosi per musica di pianoforte
- Smetanovská klavírní soutěž
- Chopinova soutěž
- Hummelova klavírní soutěž v Bratislavě